# اسکنرها
اسکنرها (به انگلیسی: Scanners) فیلمی علمی-تخیلی، اکشن و ترسناک به کارگردانی دیوید کراننبرگ محصول کانادا ساخته شده در سال ۱۹۸۱ است. در این فیلم «اسکنرها» افرادی با توانایی دورجابه‌جایی و دورآگاهی هستند. کانسک (به انگلیسی: ConSec)، شرکت عرضه کنندهٔ سیستم‌های امنیتی و تسلیحاتی، اسکنرها را برای رسیدن به اهداف خودش پیدا می‌کند. داستان فیلم در مورد تلاش دریل روک که از اسکنرها جدا شده، برای شروع جنگی علیه کانسک است. کانسک، کامرون ویل یکی دیگر از اسکنرها را برای متوقف کردن روک می‌فرستد.